# Camponotus mirabilis
Camponotus mirabilis (лат.) — вид муравьёв рода кампонотус из подсемейства формицины (Formicidae, подрод Myrmostenus). Южная Америка: Перу и соседние районы Боливии и западной Бразилии. Гнездятся в стволах бамбука. Самки отличаются необычно удлинённой и расширенной кпереди блестящей головой с заострёнными затылочными углами.

## Описание
Это самый распространённый вид подрода Myrmostenus, который также легко отличить от всех остальных. Голова сильно удлинена и заметно расширена в передней части. Затылочные углы сильно изогнуты при виде анфас. Клипеус почти плоский, с небольшими признаками приподнятой области в районе клипеального киля. Все поверхности, включая спинную часть головы, сильно блестящие. Длина головы самки (HL) 4,18—4,70 мм, ширина головы (HW) 1,82—1,88 мм, длина скапуса самки (SL) 2,08—2,24 мм. Основная окраска тела коричневая, голова, жвалы и скапус темнее; на брюшке желтоватые пятна на боках передних частей тергитов.
Гнездятся в стволах бамбука. Строгая ночная активность C. mirabilis и Camponotus longipilis контрастирует с дневной активностью других муравьёв-специалистов по бамбуку. Основанные колонии занимают несколько стволов бамбука рода Guadua после того, как рабочие прогрызают отверстия в молодых стеблях до лигнификации. Основательницы C. mirabilis, по-видимому, создают свои колонии, вторгаясь в гнёзда Camponotus longipilis и захватывая популяции кокцид, являющихся основным источником углеводной пищи.

## Таксономия
Вид был впервые описан в 1903 году итальянским мирмекологом Карлом Эмери по самке из Перу. Включён в состав подрода Myrmostenus.

## Распространение
Южная Америка: Перу и соседние районы Боливии и западной Бразилии.